# Prionomma atratum
Prionomma atratum is een keversoort uit de familie van de boktorren (Cerambycidae). De wetenschappelijke naam is gepubliceerd in 1789 door Gel.. De keversoort komt voor in India en Sri Lanka.